# Leucozonia jacarusoi
Leucozonia jacarusoi är en snäckart som beskrevs av Edward James Petuch 1987. Leucozonia jacarusoi ingår i släktet Leucozonia och familjen Fasciolariidae. Inga underarter finns listade i Catalogue of Life.